# Triolena stenophylla
Triolena stenophylla är en tvåhjärtbladig växtart som först beskrevs av Paul Carpenter Standley och Julian Alfred Steyermark, och fick sitt nu gällande namn av Paul Carpenter Standley och Louis Otho Otto Williams. Triolena stenophylla ingår i släktet Triolena och familjen Melastomataceae. Inga underarter finns listade i Catalogue of Life.